# Otomesostoma auditivum
Otomesostoma auditivum is een platworm (Platyhelminthes). De worm is tweeslachtig. De soort leeft in of nabij zoet water.
Het geslacht Otomesostoma, waarin de platworm wordt geplaatst, wordt tot de familie Otomesostomatidae gerekend. De wetenschappelijke naam van de soort werd voor het eerst geldig gepubliceerd in 1874 door Du Plessis.